# Sarotherodon galilaeus

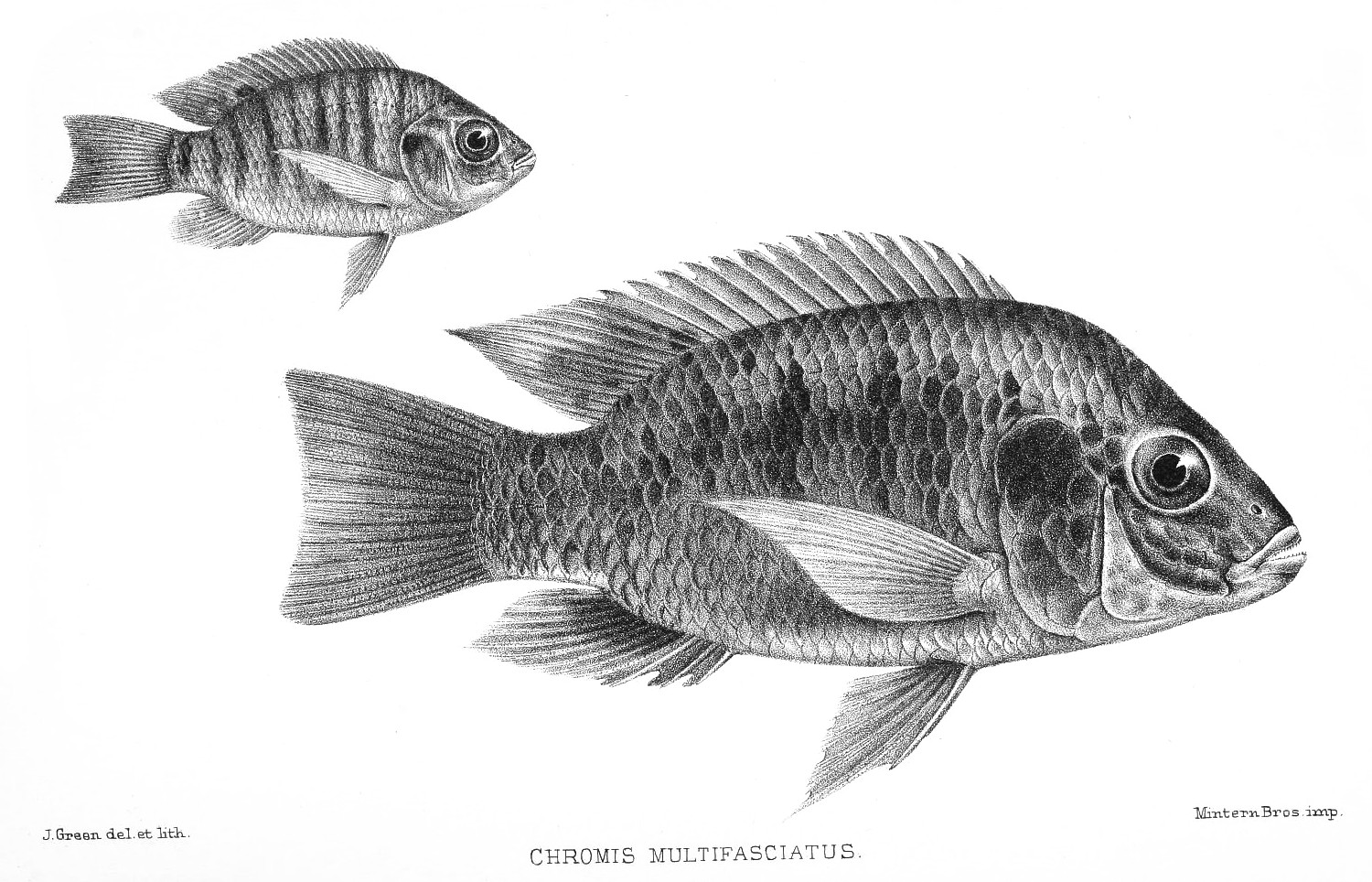
Sarotherodon galilaeus multifasciatus

Sarotherodon galilaeus ist eine Fischart aus der Familie der Buntbarsche (Cichlidae), die mit fünf Unterarten in Nord-, West- und Zentralafrika sehr weit verbreitet ist und auch im Nahen Osten vorkommt. Der Bestand im Jordan und dem See Genezareth wird auch als Petrusfisch bezeichnet.

## Merkmale
Sarotherodon galilaeus wird je nach Unterart 13 bis über 30 cm lang und besitzt einen sehr hochrückigen, seitlich abgeflachten Körper. Der Kopf nimmt fast ein Drittel der Standardlänge ein. Die Kiemenbögen sind mit zahlreichen Kiemenreusenstrahlen besetzt (über 20 auf dem unteren Ast des ersten Kiemenbogens). Die Fische sind meist silbrig-grau bis blau-grau gefärbt, mit helleren Bäuchen und bläulichen oder grauen Flossen. Die Seiten können mit dunklen Bändern versehen sein. Die verschiedenen Unterarten und Populationen des großen Verbreitungsgebietes zeigen recht unterschiedliche Färbungen und unterschiedliche Körperrelationen.

## Lebensweise
Jungfische von Sarotherodon galilaeus leben in kleinen Schwärmen in Ufernähe, ausgewachsene Tiere mehr in offenem Wasser, in der Fortpflanzungszeit aber territorial ebenfalls in Ufernähe oder auf dem Gewässerboden. Sarotherodon galilaeus ernährt sich vor allem von Algen und Detritus. Wie alle Sarotherodon-Arten sind sie Maulbrüter.  Sowohl die Weibchen als auch die Männchen nehmen die Eier ins Maul.
Die im See Genezareth lebenden Exemplare stammen aus Zucht, da es zum Laichen in den israelischen Gewässern zu warm ist.

## Unterarten und Verbreitung
- Sarotherodon galilaeus borkuanus, (Pellegrin, 1919); 13,0 cm, in den Seen von Ounianga im nördlichen Tschad (Region Borkou-Ennedi-Tibesti);

Flossenformel: Dorsale XV–XVII/12–13, Anale III/9–11; Wirbel: 28–30.
- Sarotherodon galilaeus boulengeri, (Pellegrin, 1903); 16,0 cm, im unteren und mittleren Kongo von Matadi bis Pool Malebo und im unteren Kasai, eingeführt im unteren Ogooué in Gabun;

Flossenformel: Dorsale XVI–XVII/12, Anale III/9–11; Wirbel: 29–30.
- Sarotherodon galilaeus galilaeus, (Linnaeus, 1758); 34,0 cm, Afrika und Vorderasien, Jordan, Küstenflüsse Israels, Stromgebiet des Nil, Albertsee, Turkanasee, Ubangi und Uelle, zentrales Kongobecken, Westafrika (Senegal, Gambia, Casamance, Konkouré, Niger, Volta, Mono, Ouémé, Ogun, Cross River, Benue, Ejagham-See, Logone, Schari und Tschadsee), Marokko (Wadi Draa);

Flossenformel: Dorsale XIV–XVII/11–14, Anale III/9–12; Wirbel: 27–31.
- Sarotherodon galilaeus multifasciatus, (Günther, 1903); 13,7 cm, Elfenbeinküste (Sassandra, Bandama und Comoé) und westliches Ghana (Tano und Bosumtwisee);

Flossenformel: Dorsale XIV-XVI/11–14, Anale III/9–11; Wirbel: 27–29.
- Sarotherodon galilaeus sanagaensis, (Thys van den Audenaerde, 1966); 13,1 cm Sanaga und Nyong (Kamerun);

Flossenformel: Dorsale XV–XVII/12–13, Anale III/9–11; Wirbel: 28–30.

## Trivia

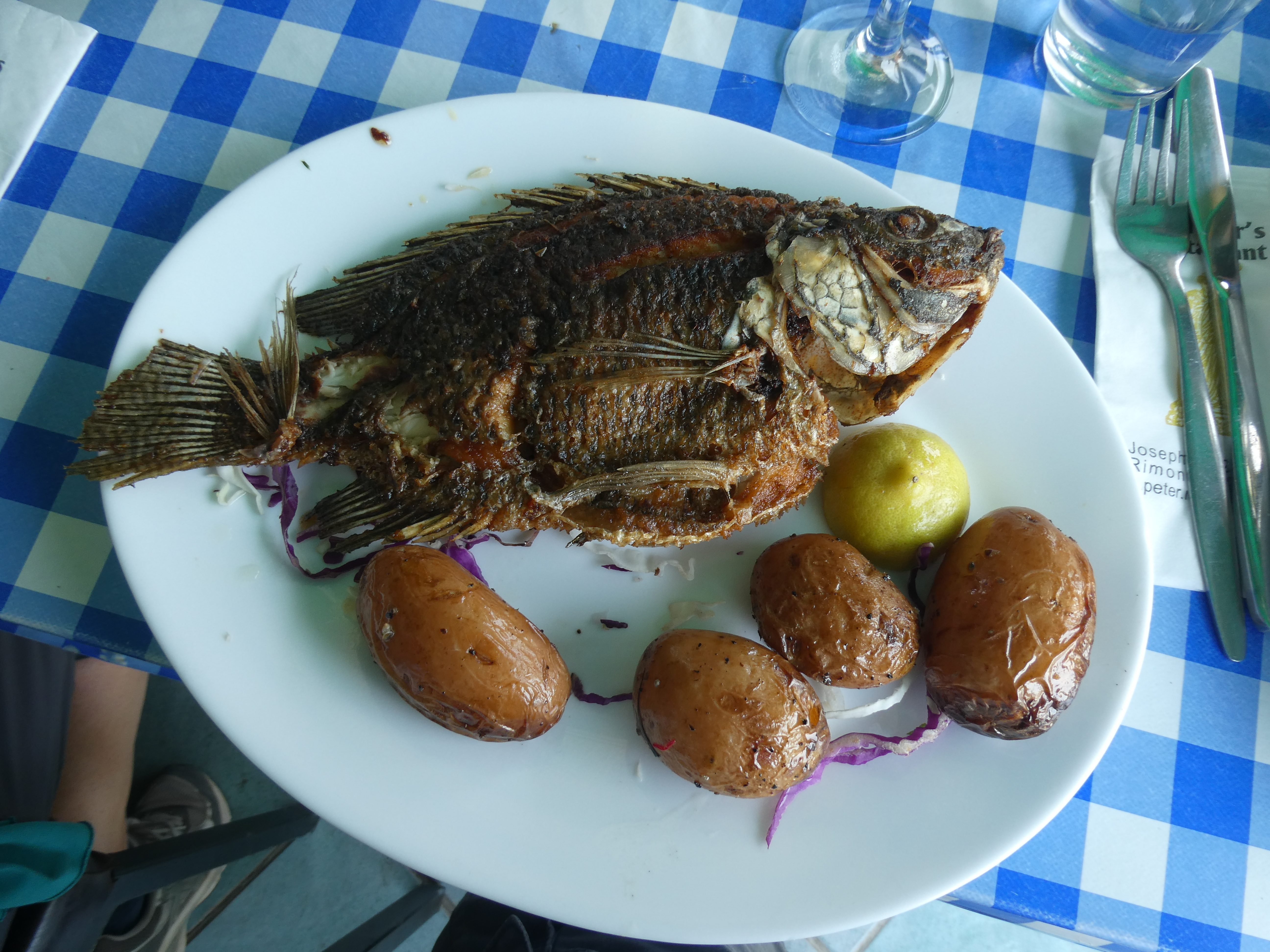
Gegrillter Petrusfisch

Der Name Petrusfisch resultiert aus der biblischen Legende nach (Mt 17, 24–27). Hiernach wies Jesus Petrus an, im See Genezareth die Angel auszuwerfen und einen Fisch zu fangen. In dessen Maul fand sich ein Vierdrachmenstück, womit die Tempelsteuer bezahlt werden konnte. Heute wird der Speisefisch meist in gegrillter Form als lokale Spezialität und touristische Attraktion vermarktet.
Der Legende nach ist der grün-gelbliche Flankenfleck ein Fingerabdruck des Apostels Petrus, nachdem er auf Jesu Anweisung hin eine Münze aus dem Maul eines Fisches gezogen hatte.

„Geh hinunter zum See und wirf eine Angelschnur aus. Dem ersten Fisch, den du fängst, öffne das Maul. Du wirst darin eine Münze finden. Nimm diese Münze und bezahle damit für uns beide die Steuer.“